# Fran Albreht

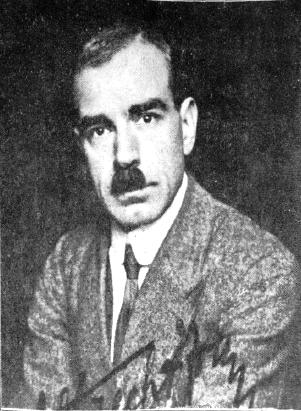
Fran Albreht în anii 1920

Fran Albreht (n. 17 noiembrie 1889, Kamnik, Comuna Kamnik, Slovenia – d. 11 februarie 1963, Ljubljana, Republica Socialistă Slovenia, RSF Iugoslavia) a fost un poet, editor, politician și partizan sloven. A publicat și sub pseudonimul Rusmir.

## Biografie
S-a născut ca Franc Albrecht în orașul carniolan Kamnik, atunci parte a Imperiului Austro-Ungar. A crescut într-un mediu liberal, dar mai târziu s-a apropiat de opinii mai de stânga. A studiat la Universitatea din Viena și a devenit critic literar și poet neoromantic.
Din 1922 până în 1932, Albreht a fost redactor al revistei literare liberale Ljubljanski zvon⁠(d). După criza revistei din 1932, care a apărut din diferitele interpretări ale identității și atitudinilor slovene față de politicile centraliste din Regatul Iugoslaviei, Albreht a părăsit revista și a fondat, împreună cu criticul literar Josip Vidmar⁠(d) și autorul Ferdo Kozak⁠(d), o revistă nouă denumită Sodobnost⁠(d) („Modernitatea”). Sub conducerea lui Albreht, Vidmar și Kozak, noua revistă a devenit cea mai importantă revistă progresistă din Slovenia, în care, de asemenea, mulți marxiști și comuniști își puteau publica articolele sub diverse pseudonime.

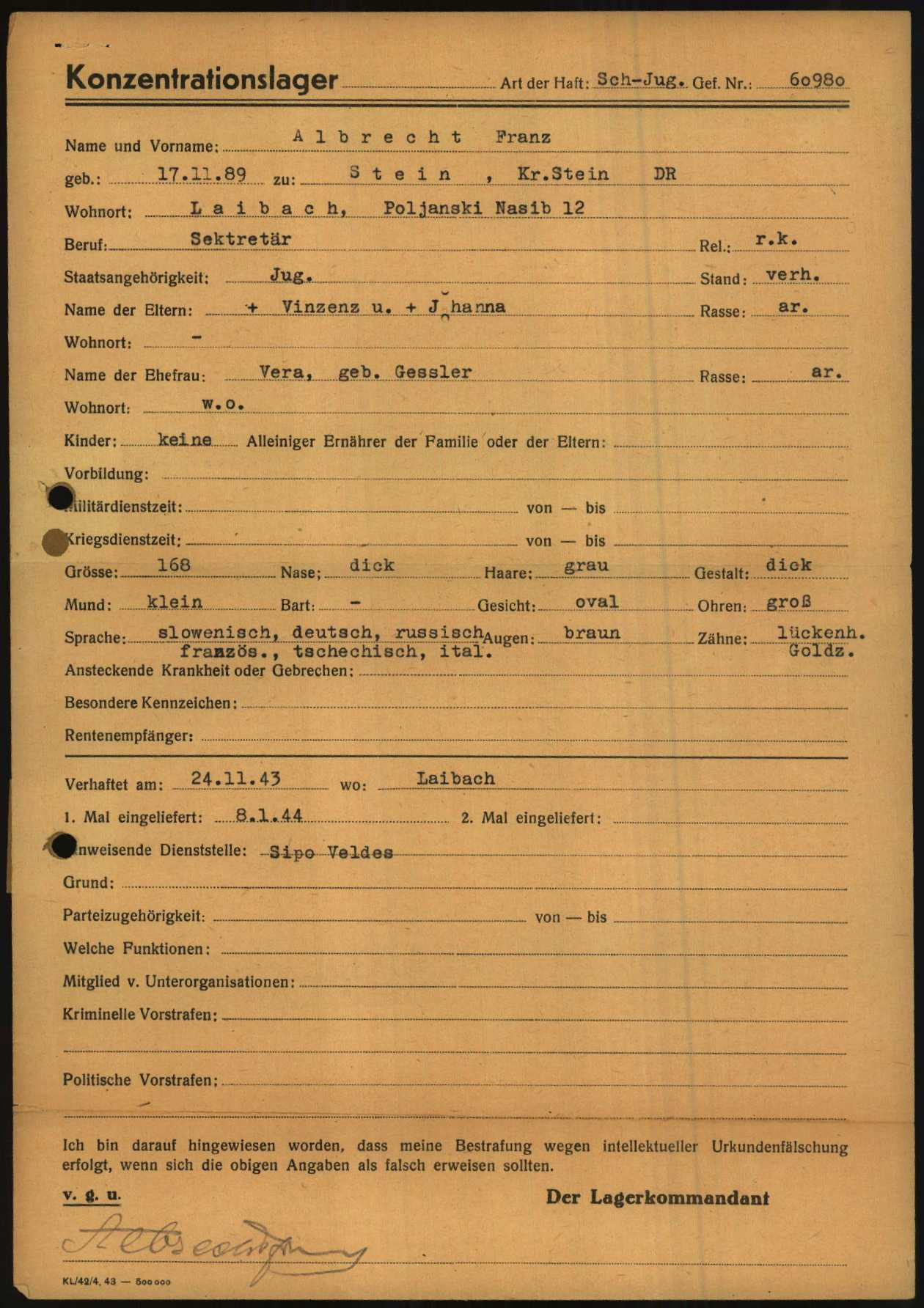
Formularul de înregistrare a lui Fran Albreht ca prizonier în lagărul de concentrare nazist de la Dachau

După invazia Iugoslaviei de către Puterile Axei în aprilie 1941, Albreht a devenit membru activ al Frontului de Eliberare a Poporului Sloven din Ljubljana. A fost întemnițat de autoritățile fasciste italiene în mai multe rânduri. În 1944, naziștii l-au trimis în lagărul de concentrare de la Dachau.
La scurt timp după eliberarea de sub ocupația nazistă și instaurarea regimului comunist în Iugoslavia în 1945, Albreht a fost numit primar al Ljubljanei. A lucrat în această funcție între 1945 și 1948. În 1948, a fost demis și în scurt timp a fost închis sub suspiciunea de activitate anticomunistă.
A fost căsătorit cu poeta Vera Albreht. În 1961, Albreht a primit Premiul literar Prešeren. 
Albreht a decedat la Ljubljana în 1963 și este înmormântat în cimitirul orașului Žale⁠(d).
Pentru ajutorul acordat Mișcării de Eliberare a Poporului, i s-a acordat Ordinul Frăției și Unității gradul II (argint) și medalia Memoriei Partizane în 1941.

## Lucrări
- Zadnja pravda („Ultimul proces”), 1934
- Pesmi („Poezii”), 1966
- Gledališke kritike („Critici de teatru”), 1973